# Tunnel de Pomy
Le tunnel de Pomy est un tunnel autoroutier à deux tubes parcourue par l'autoroute A1 et situé dans le canton de Vaud en Suisse. Ouvert à la circulation en 2001, il est d'une longueur de 2 998 mètres.

## Situation
Le tunnel de Pomy se situe sur le plateau suisse, en grande partie sur la commune de Pomy. Le portail nord-ouest se trouve au sud-ouest d'Yverdon-les-Bains à l'est de échangeur 24 d'Yverdon entre l'A1 et l'A5. Le portail sud-est est situé au sud-ouest du territoire communal de Cuarny. Il assure le passage entre la plaine de l'Orbe, à une altitude de 440 m, au plateau de Pomy-Cuarny (portail sud-est), à 540 mètres, après avoir franchi la côte de Sermuz (portail nord-ouest), qui culmine à 560 m.